# Ruslan Yudenkov
Ruslan Yudenkov (tiếng Belarus: Руслан Юдзянкоў; tiếng Nga: Руслан Юденков; sinh 28 tháng 4 năm 1985) là một cầu thủ bóng đá Belarus hiện tại thi đấu cho Gomel.

## Danh hiệu
Gomel
- Vô địch Cúp bóng đá Belarus: 2010–11